# Ibolya Csenge
Ibolya Csenge Gabriella korábbi televíziós újságíró, műsorvezető, politikai kommunikációs szakember.

## Pályafutása
Diplomatacsaládjával ötéves korában költözött Angliába, négy évet ott töltött, azután hármat Magyarországon, majd négyet ismét Angliában. Összesen 8 évet töltött Londonban, angol iskolába járt, ezért anyanyelvi szinten beszél angolul. 2015-ben végzett a Budapesti Corvinus Egyetemen, 2017-ben került az MTVA-hoz, ahol az M1 Híradó tudósítója és hat éven keresztül az angol nyelvű híradó műsorvezetője.
2023 júliusától 2024 novemberéig a Megafon munkatársa. A Fidesz mindenkori politikai napirendjébe és mondandójába illeszkedő politikai tartalmú véleményvideóit a Megafon fizetett hirdetésekben terjesztette az interneten. Összesen 363 videójára 126 millió forintot, csak 2024. március 10. és április 8. között 16 millió forintot költött rá a Megafon a Facebookon. Szerepelt a Megafon „Patrióta” nevű YouTube-csatornáján is, rövid videóit szintén pénzért terjesztették.
2024 novemberétől az Országgyűlés Fidesz-frakciójának a szóvivője.

## Családja
Két testvére van.

## Külső hivatkozások
- Ibolya Csenge Facebook-oldala
- Ibolya Csenge megafonos Facebook-oldala (archivált változat)
- Ibolya Csenge TikTok-oldala
- Ibolya Csenge régi Instagram-oldala és új Instagram-oldala
- „Fujj, ahogy Donáth és Cseh képviseli a nőket és a hazámat!” – Ibolya Csenge – Interjú. In: Bezzeg – Hír FM, YouTube-videó, 2024. március 23.